# 10012 Tmutarakania
10012 Tmutarakania este un asteroid din centura principală de asteroizi.

## Descriere
10012 Tmutarakania este un asteroid din centura principală de asteroizi. A fost descoperit pe 3 septembrie 1978 la Observatorul de Astrofizică din Crimeea de Nikolai Cernîh și Liudmila Karacikina. Asteroidul prezintă o orbită caracterizată de o semiaxă mare de 2,44 ua, o excentricitate de 0,19 și o înclinație de 1,6° în raport cu ecliptica.